# Tessenderlo
Tessenderlo este o comună din regiunea Flandra din Belgia. Comuna este formată din localitățile Tessenderlo, Hulst și Engsbergen. Suprafața totală a comunei este de 51,35 km². La 1 ianuarie 2008 comuna avea o populație totală de 17.228 locuitori. 